# Шерабад (река)
Шераба́д или Шерабаддарья́ (устар. Ширабад-дарья) (узб. Sheroboddaryo, Шерободдарё) — река в Сурхандарьинской области Узбекистана, правый приток реки Амударья. В верхнем течении носит название Мачайдарья́ (узб. Machaydaryo, Мачайдарё), перед впадением — Карасу́ (узб. Qorasuv, Қорасув).
На Шерабаде стоит Шерабадская ГЭС.
На реке Шерабад находятся могильники Бустан и Джаркутан и поселение Джаркутан, находившиеся в Северной Бактрии и сформировавшиеся в результате миграции населения с юго-запада. Относятся к варианту Сапалли (сапаллинской культуре) Бактрийско-Маргианского археологического комплекса.

## Описание
Общая длина Шерабада равна 177 км, площадь бассейна — 2950 км². Расход воды в мае в среднем составляет 20,6 м³/с, в июле — 18,3 м³/с. Средний расход воды на выходе из гор — 7,5 м³/с. В среднем течении (выше населённого пункта Чиланзар) ширина реки составляет 15 метров, глубина — 60 сантиметров, дно каменистое; в низовьях (близ населённого пункта Карасу) ширина составляет 40 метров, глубина — 2,5 метра, грунт дна — вязкий.
Река берёт начало близ границы Сурхандарьинского вилоята с Кашкадарьинским вилоятом, в урочище Иргайлы между хребтом Байсунтау и горами Сарыкия, на высоте около 1980 м. Согласно Национальной энциклопедии Узбекистана Шерабад (Мачайдарья) образуется от слияния рек Иргайлы и Кызылсай. Однако на топографических картах Генштаба название Мачайдарья употребляется и для участка выше слияния с Иргайлы.
От истока до кишлака Мачай река течёт на юго-запад. Далее поворачивает к югу и получает название Шерабад, которое сохраняет до одноимённого города. Ниже города Шерабад получает название Карасу, течёт к юго-востоку, затем к юго-западу. В низовьях река мелеет, русло образует меандры. Впадает в реку Амударья за кишлаком Шураб на высоте около 280 м.
Питает водой населённые пункты Дербент, Дара, Сисанга, Ходжабулган, Мунчак, Шерабад.